# 阿倫島
阿倫島（英语：Isle of Arran；苏格兰盖尔语：Eilean Arainn）是蘇格蘭的島嶼，由北艾爾郡負責管轄，面積432平方公里，是克莱德湾中最大的岛屿，苏格兰第7大岛屿。岛屿最高點山羊山丘（戈特山）海拔高度874米。在2011年的人口普查中，常驻人口为4,629。虽然该岛与赫布里底群岛被琴泰岬半島所分开，但是该岛在文化和自然地理方面与赫布里底群岛较为相似。高地边界断层分界线把阿伦岛分为高地和低地地区的，而且该岛被誉为“地质学家的天堂”。
阿伦岛自新石器時代早期就不断有人類居住，许多史前时代的遗迹在岛多有发现。从六世纪开始，说盖尔亚支语的人从爱尔兰迁徙来到此岛并进行开垦，使该岛成为了一个宗教活动的中心。阿倫島自受到维京时代的维京人入侵之后，深受斯堪的纳维亚即挪威的影响。在13世纪，阿伦岛摆脱了挪威的控制，正式成为苏格兰王国的一部分。在19世纪，该岛屿经历了高地清除（是在18至19世纪期间，英国为了开阔羊的繁养地域，对苏格兰高地的居民施行的强制迁居的政策），该政策使得该岛的人口急剧减少并结束了该岛居民以语为盖尔亚支语为母语和相应的生活方式。
近年来，阿伦岛的经济渐渐复苏，人口也不断增加。阿伦岛的经济主要以旅游业为主。该岛野生动植物也具有多样性，具有三种树木的特有种。

## 词源
苏格兰的许多岛屿自铁器时代以来被至少有讲四种语言的人所占领，因而这些岛屿的名称可能的含义会有很多。因此，不是一个特殊的岛屿的阿伦岛，它名称的来历目前尚不清楚。马克·安·泰尼尔（Mac an Tàilleir）在2003年表示“"阿伦(Arran)"这个词语与爱尔兰并无联系（他的意思直白的说指“肾的形状”，与爱尔兰语中 ára"肾"作比较）。

## 外部連結
- Information on the Arran Coastal Way long distance path （页面存档备份，存于）
- Visitor's guide with news, events, transport and accommodation.
- Arran seen from space, NASA
- The Isle of Arran Heritage Museum （页面存档备份，存于）
- The Arran Banner （页面存档备份，存于） Arran's local newspaper
- The Sleeping Warrior on Flickr （页面存档备份，存于）
- Arran.info The Isle of Arran Interactive Guide